# Protarchus
Protarchus is een geslacht van insecten uit de orde vliesvleugeligen (Hymenoptera) en de familie Ichneumonidae.

## Soorten
- P. antiquus Statz, 1936
- P. atrofacies Leblanc, 1999
- P. bolbogaster Leblanc, 1999
- P. grandis (Thomson, 1888)
- P. heros (Holmgren, 1857)
- P. magnus (Davis, 1897)
- P. melanurus (Thomson, 1894)
- P. mellipes (Provancher, 1886)
- P. pallidicornis (Walley, 1938)
- P. sorbi (Ratzeburg, 1844)
- P. testatorius (Thunberg, 1822)